# Aeacus

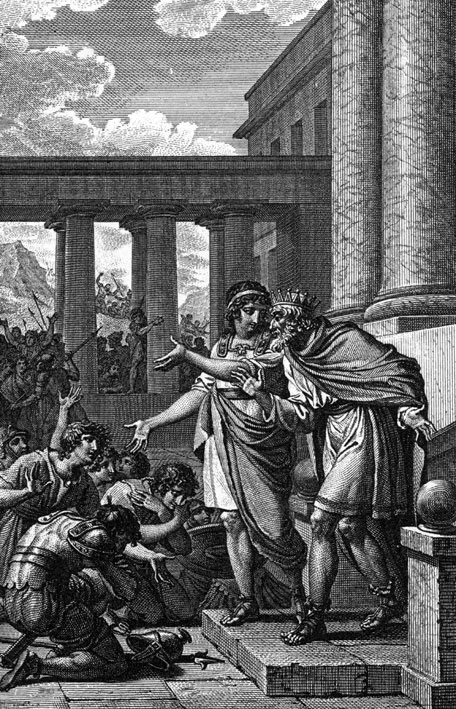
Aeacus și Telamon de Jean-Michel Moreau le Jeune

Aeacus (/ ˈiːəkəs /; scris și Eacus; greaca veche: Αἰακός, Aiakos sau Aiacos) a fost un rege mitologic al insulei Eghina din Golful Saronic.